# Star W-14
Star W-14 — самосвал с задней разгрузкой на шасси Star 20.

## История
Серийно автомобиль производился с 1953 года на шасси Star 20. Производство этой модели осуществлялось при участии ZNTK, который был производителем самосвальных кузовов в Олаве.
Угол преодолеваемых подъёмов составляет 28—45 градусов.
Автомобиль оснащён бензиновым двигателем внутреннего сгорания Star S42 мощностью 85 л. с. и крутящим моментом 2800 об/мин.
Производство завершилось в 1957 году.